# ちり紙
ちり紙・塵紙（ちりがみ、ちりし）は、和紙の一種。

## 特徴と用途
本来はコウゾの外皮の屑が原料で、一般の和紙を包装する際、その上下に中の和紙を保護する目的、ふたがみとして作られた。書道などで使用される半紙の一度に数百枚を束ねた物には、10枚又は20枚毎に低級な和紙が仕切りとして使われている。使用範囲は他にも多数あり、襖などの内張、その他、高級和紙でなくとも代用可能な場所に使用されていた。
日本では昭和の後半まではちり紙がティッシュペーパーやトイレットペーパーの役目をしていた。トイレットペーパーの役割をするちり紙を「平判ちり紙（おとし紙）」と呼び、トイレットペーパーの普及による需要の減少により製造を止める業者が相次いだが、愛好家、ペットの後始末、介護の現場での利用など新たな需要もあり、令和に入っても製造を続ける業者は残っている。

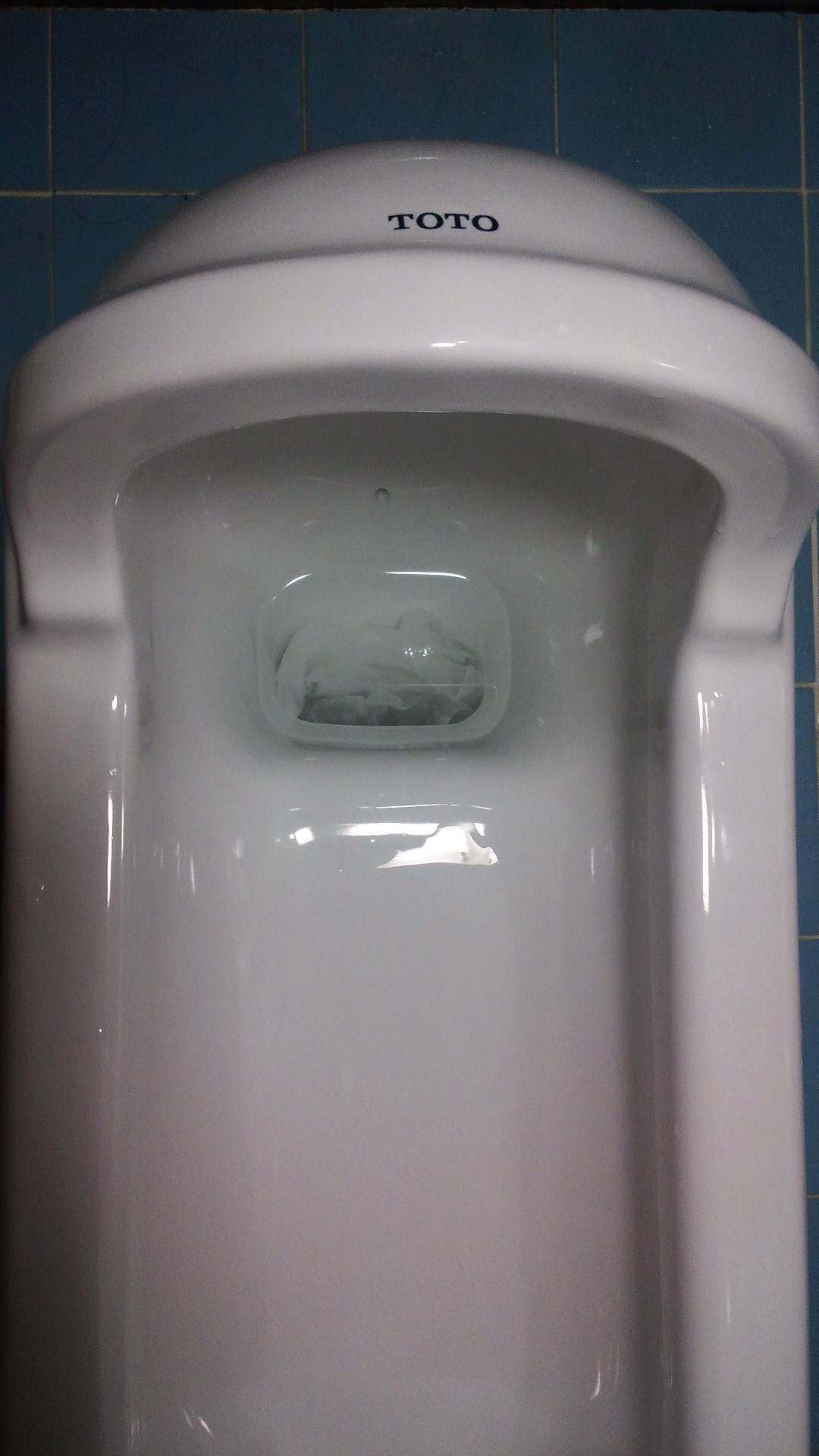
水洗便器に流された塵紙

中国語ではちり紙のことを「手紙」と書き、現在でもちり紙がティッシュペーパー、トイレットペーパーとして用いられている。

## 塵紙の種類
- 浅草紙 - 浅草にて生産された物。再生紙で、ねずみ色の低級和紙。
- 京花紙
- 桜花紙
- 長塵
- 筋紙
- 青仲

## ちり紙交換
かつては消費者から古紙を受け取り、ちり紙と交換する業者がおり、そのため、古紙回収を「ちり紙交換」と呼ぶ。